# 李丰平
李丰平（1912年1月10日—2008年3月28日），男，汉族，四川铜梁人，中华人民共和国政治人物。

## 生平
1931年入团，1932年入党。1931年担任上海市中等学校学生救国联合会团组书记，后升任共青团江苏省委巡视员，后被逮捕。1937年，经中共地下党营救出狱，奔赴延安入学中央党校。后担任陕北公学中共总支书记。次年，担任中共潢川中心县委书记，后进入新四军，任新四军七师除奸部长、政治部副主任。第二次国共内战期间，担任山东省公安局副局长、昌潍警备司令部副司令等。1949年，任中共浙江省委社会部长兼中共杭州市委常委。
中华人民共和国成立后，担任中共浙江省委委员兼社会部长、浙江省人民政府委员兼公安厅厅长，浙江省政法委员会副主任、主任。1952年，任浙江省人民政府副主席。1955年，升任中共浙江省委副书记。次年任中共浙江省委书记处书记。1962年，任中共安徽省委书记处书记兼监察委员会书记。1965年，回调为浙江省人民委员会副省长。1978年，升任中共浙江省委书记。1979年，任浙江省人民政府省长。1983年，改任浙江人大常委会主任。1983年，升任中顾委委员。